# Не дај се, Флоки!
„Не дај се, Флоки!” је југословенски и хрватски филм из 1986. године. Режирао га је Зоран Тадић а сценарио је написао Казимир Кларић.

## Радња
У новоизграђеном загребачком насељу пас луталица жели постати кућни пас. Но, пут до остварења те жеље је дуг, јер станари зграде имају различита мишљења о кућним љубимцима. Тако ће мали Јура, који пса назива Флоки и жели га удомити, у низу догодовштина открити различите карактере одраслих те ће на крају  уз помоћ деде и баке Флокију осигурати дом...

## Улоге
| Глумац            | Улога        |
| ----------------- | ------------ |
| Младен Црнобрња   | Тата         |
| Јагода Краљ       | Мама         |
| Марио Вук         | Јура         |
| Фрањо Мајетић     | Фрањо        |
| Зденка Хершак     | Елиза        |
| Звонимир Торјанац | Ђед          |
| Зоран Покупец     | Пјесник      |
| Отокар Левај      | Драгец       |
| Томислав Готовац  | Грасо        |
| Тошо Јелић        | Просјак      |
| Перо Квргић       | Флоки (глас) |
| Томислав Липљин   | Судац        |
| Зденка Трах       | Бака         |
| Ђуро Утјешановић  | Доктор       |
| Мирјана Пицуљан   | Резика       |